# Atanasie din Alexandria
Atanasie cel Mare (n. cca. 295 - d. 2 mai 373, Alexandria, Egipt) a fost un episcop creștin din secolul al IV-lea cu un rol de seamă în formularea crezului de la Niceea. Este venerat ca sfânt în Biserica Catolică și în Biserica Ortodoxă.

## Viața
Atanasie s-a născut în anul 295, la Alexandria, Egipt, din părinți cu o stare socială bună, dar despre care nu se știe dacă erau creștini sau păgâni. A urmat școlile bisericești din Alexandria, unde a primit o educație creștină, dar a frecventat și școlile  grecești de filozofie, dobândind o educație clasică.
La vârsta de 17 ani, în anul 312, este făcut citeț, iar în anul 319 diacon. La scurt timp după aceasta este învestit în funcția de secretar al patriarhului Alexandru, pe care îl însoțește la Primul conciliu de la Niceea din 325.

## Activitate
Patriarhul de atunci, Alexandru, a prezis că Atanasie va deține la un moment dat o funcție înaltă. Până la 20 de ani, Atanasie a scris un tratat intitulat "Despre întrupare", susținând și explicând că Isus Cristos s-a născut Dumnezeu și om. În jurul anului 319, când Atanasie era diacon, un preot pe nume Arie, ieșit chiar din sânul Bisericii din Alexandria, a început să învețe că a fost un timp înainte ca Dumnezeu Tatăl să-l creeze pe Fiul în care Fiul nu a existat. Atanasie a răspuns că această creare a  Fiului din Tatăl, sau crearea Logosului, a fost o relație eternă între ei, nu un eveniment ce a avut loc în timp. Așa a început lupta creștinismului împotriva ereziei ariene. Atanasie a luptat toată viața lui împotriva arianismului. Ca diacon, l-a însoțit pe Alexandru al Alexandriei la primul Sinod din Niceea, în anul 325, unde s-a formulat simbolul credinței din Niceea și a fost condamnat Arie și adepții lui. Biserica coptă are o tradiție potrivit căreia Atanasie a fost principalul autor al simbolului de credință de la Niceea și de aceea a fost numit apărătorul credinței.

## Episcopatul
Pe data de 9 mai 328, la vârsta de 33 de ani, i-a urmat lui Alexandru ca episcop de Alexandria, devenind cel de-al 20-lea patriarh al Bisericii din Alexandria, poziție pe care a avut-o timp de 45 de ani, din care 16 ani i-a petrecut în exil. În urma ridicărilor și căderilor influenței arianismului, Atanasie a fost alungat din Alexandria cel puțin de cinci ori, fiind readus în scaunul episcopal mai târziu. Din această cauză a fost numit Athanasius contra mundum sau Atanasie împotriva lumii. S-a bucurat de sprijinul papei Iuliu I (337-351), care l-a susținut contra arienilor.

## Exilul
Apărător îndârjit al dreptei credințe în timpul crizei ariene, îndată după Conciliul Ecumenic din Niceea, a plătit rezistența sa eroică prin cinci perioade de exil, în care a fost trimis de împărații Constantin al II-lea, Constant, Iulian Apostatul și Valens. Atanasie avea stofă de luptător și, când era necesar să lupte cu adversarii săi, el era cel care pornea mai întâi la atac: "Îmi pare bine atunci când trebuie să mă apăr", scrie el în "Apologia fugii". Avea curaj atât de mult că ar fi putut da și altora, dar știind cine sunt adversarii săi (odată l-au acuzat că ar fi asasinat pe Episcopul Arseniu, care nu după mult timp a apărut viu și sănătos) nu aștepta în casă ca ei să vină și să pună mâna pe el, ci fugile sale uneori au fost adevărate lovituri de teatru, și el însuși le descrie cu multă vervă.

## Monahism

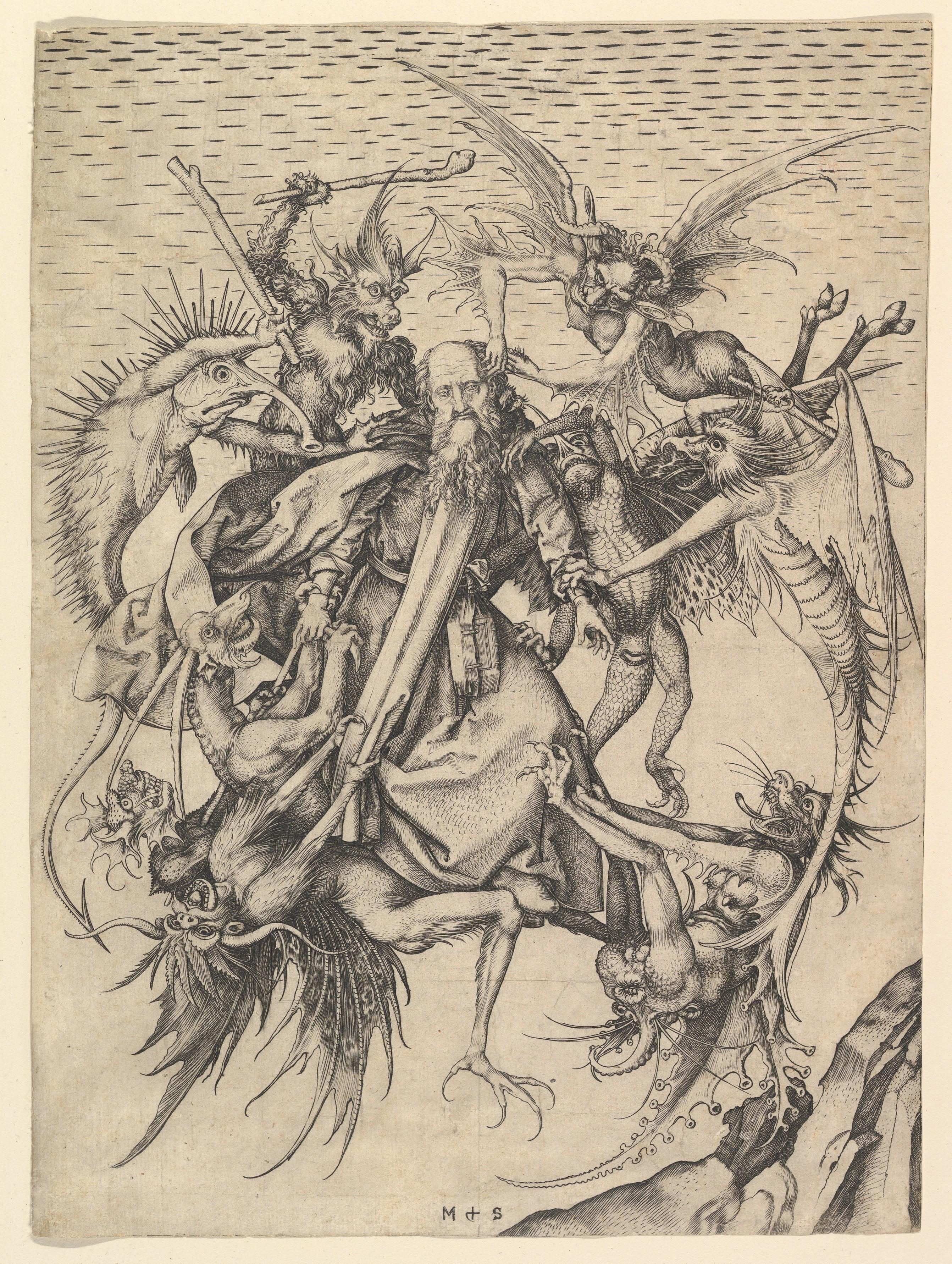
Martin Schongauer, ilustrație reprezentând Ispita Sfântului Anton (ca. 1470)

Ultimele două perioade de exil le-a petrecut în pustiu, alături de prietenii săi pustnici, care, deși oarecum rupți de structurile sociale și bisericești normale, se simțeau bine în compania unui episcop autoritar și intransigent ca Atanasie. Pentru acești pustnici episcopul Atanasie de Alexandria a scris  "Istoria arianilor pentru monahi"; din ea ne-au rămas puține pagini, dar suficiente pentru a ne da seama de temperamentul lui Atanasie.
În numeroasele lui peregrinări forțate a ajuns și în Apus, la Roma și Trier; aici a făcut să fie cunoscut monahismul egiptean, ca formă de viață organizată într-un mod original în mijlocul pustiului; drept exemplu a prezentat figura Sfântului Antonie, în celebra lucrare Vita Antonii - „Viața lui Antonie”, care de-a lungul veacurilor avea să inspire spre viața monahală numeroși oameni.

## Canonul Bibliei
În Sinodul de la Laodiceea din jurul anului 363, în canonul 59 se stabilea ca la serviciul divin să se citească doar din cărțile canonice, iar în canonul 60 (a cărui autenticitate este dubioasă, deoarece lipsește din diverse manuscrise și ar fi putut fi adăugat ulterior pentru a specifica dispozițiile canonului 59) se dădea o listă cu 26 de cărți ale Noului Testament, aproape identică cu lista canonului lui de astăzi.
La scurt timp după acest sinod, Sfântul Atanasie, episcopul Alexandriei, în scrisoarea a XXX-a festivă din anul 367, ne dă o listă a cărților canonice, care acoperă întru totul lista canonului de astăzi. Ea este considerată de istorici drept prima mențiune scrisă a celor 27 de cărți care compun azi Noul Testament și numai a lor. Canonul era încă disputat în acea vreme, iar scrisoarea sa nu a rezolvat disputele. Consensul în privința acestui canon s-a format începând cu secolul a V-lea.
Spre deosebire de Atanasie, canonul 60 nu consideră Apocalipsa lui Ioan drept parte a Scripturii. În orice caz, canonul Bibliei a fost stabilit în mod oficial abia în secolul a XVI-lea pentru Biserica Catolică și abia în secolul al XVII-lea pentru bisericile ortodoxe.
Într-o scrisoare din 367, Atanasie descrie importanța pe care o dă celor 27 de cărți din Noul Testament:
„Acestea sunt fântâni ale mântuirii, care îi satură pe cei însetați prin cuvintele pe care le conțin. Doar în acestea este proclamată învățătura evlaviei. Nimeni să nu adauge și nimeni să nu scoată ceva din acestea.”
Impactul asupra literaturii gnostice a fost puternic. Din cauza listei celor 27 de cărți din Noul Testament, tezaurul gnostic a stat ascuns de la sfârșitul secolului al IV-lea timp de o mie cinci sute de ani. Manuscrisele care formează Biblioteca de la Nag Hammadi au fost ascunse de călugări egipteni la puțin timp după 367.

## Rămășițele pământești
Sfântul Atanasie a fost înmormântat în Alexandria, dar trupul său a fost mai târziu mutat în Italia. Papa Shenouda al III-lea al Alexandriei a readus moaștele sale în Egipt pe data de 15 mai 1973, după vizita de la Vatican și întâlnirea cu papa Paul al VI-lea. Astăzi ele sunt păstrate în Catedrala Coptă Sfântul Marcu din Cairo⁠(en)[traduceți].

## Scrieri
- Cuvânt împotriva elinilor: Cuvânt despre întruparea cuvântului: Trei cuvinte împotriva arienilor, traducere de Dumitru Stăniloae, Editura Institutului Biblic și de Misiune al Bisericii Ortodoxe Române, București, 1987;
- Epistole: Viața cuviosului părintelui nostru Antonie, traducere de Dumitru Stăniloae, Editura Institutului Biblic și de Misiune al Bisericii Ortodoxe Române, București, 1988;
- Omilii duhovnicești, traducere de Alexandru Prelipcean și Ionuț Preda, Editura Episcopiei Sloboziei și Călărașilor, Slobozia, 2012.